# 江澤庸博 (歯学者)
江澤 庸博（えざわ つねひろ）は、日本の歯科医師、歯学博士。
日本歯周病学会認定の歯周病専門医であり指導医。
日本臨床歯周病学会 指導医。
歯周インプラント指導医。
東京都武蔵野市吉祥寺南町にある吉祥寺南歯科院長。

## 経歴
1980年日本大学歯学部卒、1984年同大学大学院（歯周科）修了。日本大学より歯学博士の学位を取得。学位論文は「現代日本人における歯槽骨の厚さおよび形態について」。
2011年東日本大震災後、宮城県歯科医師会身元確認班班長として全国の応援歯科医師と共に身元不明遺体の身元確認に従事。その後、複数の学会や自衛隊、全国各地の歯科医師会等で身元確認の実際とその方法について講演し、災害時の対応について啓蒙活動を行っている。
2017年より日本歯周病学会用語委員会委員。
2019年から吉祥寺南歯科院長。

## 略歴
- 1980年 - 日本大学歯学部卒。
- 1984年 - 日本大学大学院(歯周科)修了、日本大学より歯学博士の学位を取得。
- 1985年～日本大学歯学部講師、東京都立心身障害者口腔保健センター(～1993年)
- 1988年～日本大学歯周科兼任講師(～2000年)
- 1990年～東京都リハビリテーション病院(～1992年)、荒巻及川歯科医院勤務。

日本歯周病学会認定医。
- 1997年～日本歯周病学会指導医。
- 1999年～医療法人社団慈成会荒巻及川歯科医院 院長(～2014年3月)
- 2003年～宮城県歯科医師会代議員(～2006年3月)
- 2006年～仙台歯科医師会理事(～2011年３月)、宮城県歯科医師会理事(～2009年3月)。
- 2007年～日本臨床歯周病学会東北支部長(～2013年3月)、日本歯周病学会専門医。
- 2007年4月～日本歯周病学会評議員(～2023年3月)
- 2008年～宮城県歯科医師会災害対策本部身元確認班 班長(～2014年3月)。
- 2013年～日本臨床歯周病学会副理事長(～2015年3月)。
- 2014年～日本臨床歯周病学会歯周インプラント指導医。
- 2015年 ‐ 第33回日本臨床歯周病学会年次会 大会長[19]。
- 2016年～吉祥寺南歯科勤務[20]。
- 2017年～日本臨床歯周病学会副理事長(～2021年3月)。日本歯周病学会用語委員会委員。
- 2018年7月～武蔵野市歯科医師会災害救助委員会委員長(〜2024年6月)。
- 2019年～吉祥寺南歯科院長。
- 2019年4月～日本歯周病学会理事(～2024年3月)。
- 2019年9月～宮城県警察歯科医会顧問。

## 著作

### 単著[21]
- 新人歯科衛生士・歯科助手院内マニュアル【第２版】[22]医歯薬出版,2024.1.25 ISBN 9784263423226
- 新人歯科衛生士・歯科助手ポケットマニュアル 医歯薬出版,2019.9.25 ISBN 9784263422755
- 新人歯科衛生士・デンタルスタッフ院内マニュアル[23] 医歯薬出版,2019.5.20 ISBN 9784263422670
- 新人歯科衛生士・デンタルスタッフポケットマニュアル[24] 医歯薬出版，東京，2012.7.25. ISBN 9784263421864
- 新人歯科衛生士・デンタルスタッフポケットマニュアル韓国語版，Medical Education Publishing，2014, ISBN 9791185682037
- ルートプレーニングのエキスパートになろう[25] 医歯薬出版，東京，2011.9.25 ISBN 9784263463109
- 一からわかるクリニカルベリオドントロジー[26] 医歯薬出版、東京、2001.3.20. ISBN 4263441184

### 共著
- 歯科医師のための災害時マニュアル[27]：（共著）医歯薬出版,2021.7.20 ISBN 9784263422915
- 災害と身元確認[28]：（共著），江澤庸博，青木孝文，柏崎潤，小菅栄子，医歯薬出版，東京，2016.10.20. ISBN 9784263444689
- 歯周病治療の臨床[29]：（分担執筆），デンタルダイヤモンド社，東京，2015.4.1. ISBN 9784885103261
- 見る・聴く・わかる病態・治療説明ビジュアルファイル：（分担執筆）,医歯薬出版, 東京, 2012.11 ISBN 9784263443774
- ラタイチャーク歯周病学カラーアトラス：（共訳），永末書店，京都， 2008.1２ ISBN 9784816011962
- Preventive Periodontology: (分担執筆)，医歯薬出版，東京，2007,5.20. ISBN 9784263442395
- 診療情報・治療計画のための治療説明図・病態・治療写真集[30]：（分担執筆），医歯薬出版、東京、2004.7 ISBN 4263441710
- グローバルエンドドンティクス：（分担執筆），クインテッセンス出版，東京，2004.7.10. ISBN 487417812X
- YEAR BOOK 現代の治療指針：（分担執筆）クインテッセンス出版、東京
  - 2003（2003年12月、ISBN 4874177905）
  - 2004（2004年12月、ISBN 4874178316）
  - 2005（2005年12月、ISBN 4874178863）
- ️病態図・病態写真集　かかりつけ歯科医のために[31]：（分担執筆）医歯薬出版, 東京，2002.4. ISBN 4263441362
- 歯周病治療のストラテジー[32]：（共著），医歯薬出版，東京，2002.7.25. ISBN 4263441400
- ぺリオドンタルメディスン[33]：（共訳），医歯薬出版，東京，2001.9.5. ISBN 4263441265
- 歯周病診断のストラテジー[34]（共著）医歯薬出版、1999.1.20. ISBN 4263454278
- 咬合性外傷の臨床，(分担執筆），デンティスト咬合ファイル，デンディスト，東京，341-346, 1992.
- ダイランチン性歯肉増殖症ー原因　ダイランチン性歯肉増殖症－対処法 発達時における歯科歯周疾患の特徴はなにか。歯科診療Ｑ＆Ａ，(分担執筆），1194-1195，1996-1997，1228-1229，六法出版，東京，1991，
- 臨床歯周治療学（共著)，村井正大編集，三樹企画出版，東京，1988. ISBN 4915854019

## 賞罰
- 2010年1月　宮城県警察本部刑事部長表彰
- 2011年1月　宮城県警察本部刑事部長表彰
- 2011年10月 宮城県警察本部長表彰
- 2014年6月　日本臨床歯周病学会鈴木学術賞[35]
- 2014年11月 日本大学歯学部同窓会佐藤賞[36]

## 所属団体
- 日本歯科医学会[37]
  - 日本歯周病学会
  - 米国歯周病学会
  - 日本臨床歯周病学会
  - 日本法歯科医学会[38]

| 学職                                         | 学職                                                             | 学職                                     |
| -------------------------------------------- | ---------------------------------------------------------------- | ---------------------------------------- |
| 先代 野原栄二 第32回 2014年 名古屋国際会議場 | 日本臨床歯周病学会年次大会 大会長 第33回 2015年 仙台国際センター | 次代 木村英隆 第34回 2016年 アクロス福岡 |